# كيم وهانكي
كيم وهانكي، وأيضا كيم وانك كي أو كيم هوان جي (1913-1974، وبالابجدية الكورية: 김환기)، كان فنانًا تجريبيًا رائدًا في كوريا. ولد في 27 فبراير 1913، في قرية إيوبدونغ-ري في جزيرة أنجوادو، مقاطعة سينان كون، جنوب مقاطعة جولا، توفي كيم في مدينة نيويورك، الولايات المتحدة الأمريكية، في 25 يوليو 1974.
ينتمي كيم إلى الجيل الأول من الفنانين الكوريين، يتميز منهجه في الرسم في الخلط بين المفاهيم والمثل العليا الشرقية مع التجرد . من خلال تعبيره التكويني الرفيع والمعتدل القائم على الغناء الكوري، تميزت أعماله الفنية بأشكال وأنماط متنوعة.

لوحة كيم وهانكي الشهيرة.

تم افتتاح متحف وهانكي، الذي يمحليًا يحظي باهتمام دولي ومحلي، وتم افتتاحه في سيول عام 1992. بيعت أعماله بأسعار عالية في المزادات الفنية الكبرى سواء في كوريا أو في خارجها حيث بيعت اللوحة "3-II-72 # 220" بـ7 ملايين و900 ألف دولار.